# Läkare utan gränser
Läkare utan gränser (franska: Médecins sans frontières; MSF; uttal [medsɛ̃ sɑ̃ fʁɔ̃tjɛʁ]
 ( lyssna)) är en internationell medicinsk humanitär ideell hjälporganisation som är politiskt och religiöst obunden. Läkare utan gränser bistår människor som drabbats av kriser, krig och naturkatastrofer oavsett politisk åsikt, religion eller etnisk tillhörighet. Organisationen grundades 1971 efter inbördeskriget i Nigeria av en liten grupp franska läkare under ledning av Bernard Kouchner. Organisationen bildades med övertygelsen att alla människor har rätt till medicinsk vård och att deras behov är viktigare än nationsgränser, vare sig behovet av vård är orsakat av människor eller naturkatastrofer.
Organisationen bidrar aktivt med sjukvård och humanitär hjälp i runt 70 länder. Den verkar speciellt i låg- och medelinkomstländer och i länder berörda av krig. Den protesterar ofta i FN mot övergrepp som begåtts mot folkgrupper som saknar officiella språkrör på deras vägnar. Organisationen mottog 1999 Nobels fredspris som ett erkännande av dess medlemmars insatser med att erbjuda läkarvård i akuta kriser, samt att höja medvetenheten internationellt om  humanitära katastrofer. Läkare utan gränser mottog Seoulfredspriset år 1996.
Läkare Utan Gränser anställer över 69 000 personer från hela världen.[3]  Varje år åker runt 80 personal rekryterade i Sverige ut på uppdrag. Organisationen skickar inte bara ut läkare utan också sjuksköterskor, psykologer, logistiker, personalansvariga och administratörer.

## Historia

### Biafra 1967–1970

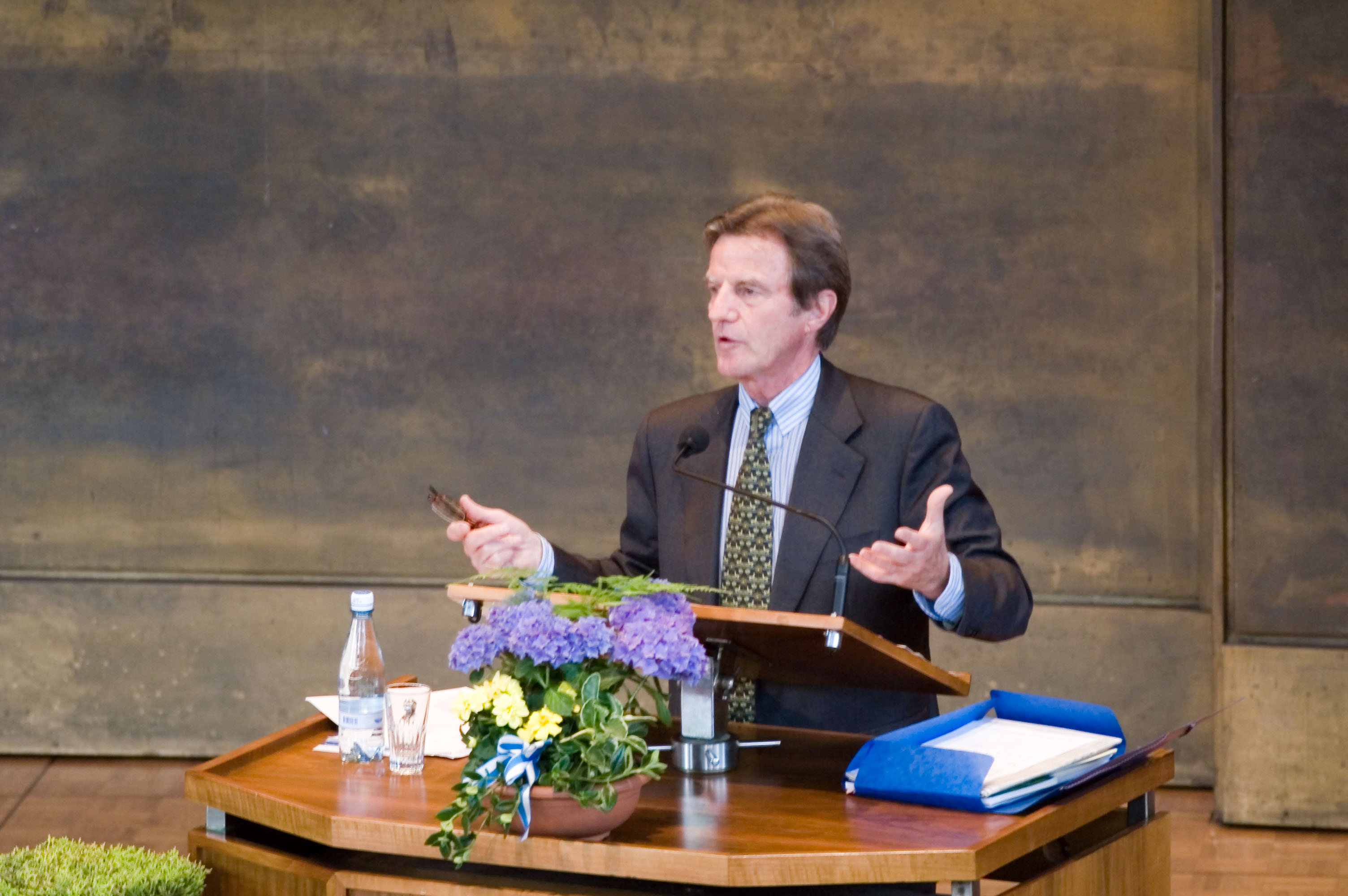
Bernard Kouchner, grundare och förste ordförande för Läkare utan gränser.

Under inbördeskriget i Nigeria från 1967 till 1970 upprättade den nigerianska militären en blockad runt landets sydöstra del, Biafra, som nyligen hade förklarat sig självständigt. Vid denna tid var Frankrike det enda mer framträdande land som stödde Biafra, medan Storbritannien, Sovjetunionen och USA stödde Nigerias regering, och förhållandena innanför blockaden var okända för omvärlden. Ett antal franska läkare ställde upp som volontärer för franska Röda korset i sjukhus och matutskänkningar i Biafra. Röda korset krävde av sina volontärer att de undertecknade en överenskommelse, vilken vissa såg som utformad för att behålla organisationens neutralitet, oavsett omständigheterna.
Efter att de kommit in i landet utsattes volontärerna, tillsammans med biafranska sjukvårdsarbetare och sjukhus, för attacker från den nigerianska armén, och bevittnade hur civila mördades och svältes av blockadstyrkorna. Läkarna kritiserade offentligt Nigerias regering och Röda Korset för deras synbart medskyldiga beteende. Dessa läkare drog slutsatsen att det behövdes en ny hjälporganisation, som skulle bortse från politiska och religiösa gränser och prioritera offrens väl.

### Bildande 1971
Franska läkare som hade arbetat i Biafra bildade 1971 en förening för att tillhandahålla nödhjälp och understryka vikten av offrens rättigheter snarare än neutralitet. Samtidigt hade redaktören för den franska läkartidningen TONUS bildat en grupp som svar på cyklonen i Bhola 1970 med avsikt att rekrytera läkare för att erbjuda hjälp till offer för naturkatastrofer. Den 20 december 1971 slog sig de två grupperna samman och bildade Médecins Sans Frontières (Läkare utan gränser).

### Första uppdragen
Läkare utan gränsers första uppdrag som oberoende hjälporganisation var till Nicaraguas huvudstad Managua, där en jordbävning den 23 december 1972 hade förstört det mesta av staden och orsakat mellan 10 000 och 30 000 människors död. Organisationen anlände tre dagar efter att Röda Korset hade upprättat en nödhjälpsbeskickning. Den 18 september och 19 september 1974 orsakade orkanen Fifi stora översvämningar i Honduras och dödade tusentals människor (uppskattningarna varierar), och Läkare utan gränser upprättade sin första långsiktiga medicinska nödhjälpsmission.
Mellan 1975 och 1979, efter att Sydvietnam hade besegrats av Nordvietnam, emigrerade miljontals kambodjaner till Thailand för att undkomma Röda khmererna. För att möta detta upprättade Läkare utan gränser sina första beskickningar i flyktingläger i Thailand. När Vietnam drog sig tillbaka från Kambodja 1989 startade Läkare utan gränser långsiktiga nödhjälpsbeskickningar för att hjälpa överlevande från "Dödens fält" och återuppbygga landets sjukvårdssystem. Även om dess uppdrag i Thailand för att hjälpa krigsoffer i Sydostasien skulle kunna ses som dess första uppdrag i krigstid, skedde Läkare utan gränsers första uppdrag till en verklig krigszon, där de även utsattes för fientlig beskjutning, 1976. Läkare utan gränser tillbringade nio år (1976–1984) med att hjälpa sjukhusmottagningar i olika städer i Libanon under inbördeskriget i Libanon, och byggde upp ett rykte om sin neutralitet och sin villighet att arbeta under beskjutning. Under hela kriget hjälpte Läkare utan gränser både kristna och muslimska soldater, och bistod den grupp som för tillfället behövde mest medicinsk hjälp. År 1984, då situationen i Libanon förvärrades ytterligare och hjälporganisationernas säkerhet var minimal, drog Läkare utan gränser tillbaka sin personal.

### Läkare utan gränsers utveckling
Claude Malhuret valdes till ny ordförande i Läkare utan gränser 1977, och kort därefter började debatter om organisationens framtid. I synnerhet blev begreppet témoignage (vittnande), som syftar på att tala ut om det lidande som man ser i motsats till att hålla tyst, motverkat eller nedtonat av Malhuret och hans anhängare. Malhuret tyckte att Läkare utan gränser skulle undvika att kritisera regeringarna i de länder där de arbetade, medan Bernard Kouchner ansåg att det mest effektiva sättet att lösa ett problem var att dokumentera och sprida information om lidandet i ett land.
År 1979, efter fyra år av flyktingrörelser från Sydvietnam och omgivande länder, till fots och med båt, skrev franska intellektuella ett upprop i Le Monde för "En båt till Vietnam", ett projekt som syftade till att erbjuda läkarhjälp till flyktingarna. Projektet fick inte stöd från majoriteten av Läkare utan gränser, men vissa hyrde ett skepp med namnet L’Île de Lumière (Ljusets ö), och seglade till Kinesiska havet tillsammans med läkare, journalister och fotografer och erbjöd en del medicinsk hjälp till båtflyktingarna.
På grund av konflikten lämnade Läkare utan gränsers grundare Bernard Kouchner för gott 1979 och startade en ny hjälporganisation, Läkare i Världen (Médecins du Monde; MdM). Konflikten mellan Kouchner och Läkare utan gränser har varit långdragen och tagit sig många uttryck.
År 1982 införde Malhuret och Rony Brauman (som blev organisationens ordförande 1982) ökat finansiellt oberoende i Läkare utan gränser genom att införa bidrag per post för att samla in donationer bättre. På 1980-talet grundades också de andra operativa avdelningarna förutom den i Frankrike (1971): Belgien (1980), Schweiz (1981), Nederländerna (1984) och Spanien (1986). MSF-Luxembourg var den första stödavdelningen, som grundades 1986. I början av 1990-talet grundades majoriteten av stödavdelningarna: Grekland (1990), USA (1990), Kanada (1991), Japan (1992), Storbritannien (1993), Italien (1993), Australien (1994), samt Tyskland, Österrike, Danmark, Sverige, Norge och Hong Kong (avdelningen i Förenade Arabemiraten bildades senare). Malhuret och Brauman spelade en avgörande roll i att professionalisera Läkare utan gränser. I december 1979, efter Sovjetunionens invasion av Afghanistan, upprättades omedelbart fältbeskickningar för att erbjuda läkarhjälp till mujahedin och i februari 1980 fördömde Läkare utan gränser Röda khmererna offentligt. Under svälten i Etiopien 1984–1985 upprättade Läkare utan gränser matprogram i landet 1984, men blev utkastade 1985 efter att de hade fördömt missbruk av internationell hjälp och tvångsförflyttningar av människor. Gruppen förde också in utrustning för att framställa rent dricksvatten åt befolkningen i San Salvador, huvudstaden i El Salvador, efter jordbävningen som drabbade staden den 10 oktober 1986.

### Insatser under 1980-talet

#### Sudan
1979 upprättade Läkare utan gränser beskickningar för att hjälpa civila i södra Sudan som drabbats av svält och pågående inbördeskrig. Organisationens volontärer avslöjade många personliga berättelser om de hemskheter de hade bevittnat, däribland tortyr, massavrättningar, kannibalism och storskalig svält och sjukdomar, och 1989 dog två volontärer när deras plan sköts ned. Läkare utan gränser har fortsatt sina hjälpinsatser i Sudan i 25 år, trots arresteringar av deras volontärer, nästan ständigt krigande och massakrer på civila, svält, torka, dåliga sanitära förhållanden, och utbrott av tuberkulos, ebolafeber, hepatit E, polio, kolera och malaria (bland andra sjukdomar, och alla har potential för epidemier). Läkare utan gränser har alltid bett om hjälp från medierna, men situationen i Sudan har ständigt varit underrapporterad för befolkningen i USA och Europa.

#### Kongo
Läkare utan gränser har varit aktiva i Kongoregionen i Afrika sedan 1985, men första och andra Kongokriget har orsakat ökat våld och ökad instabilitet i området. Läkare utan gränser har varit tvungna att evakuera sina team, såsom kring Bunia i Ituridistriktet, på grund av extremt våld, men fortsätter att verka i andra områden för att tillhandahålla mat till tusentals tvångsförflyttade civila, samt att behandla överlevande från massvåldtäkter och strider. Behandling och möjlig vaccinering mot sjukdomar som kolera, mässling, polio, Marburgfeber, afrikansk sömnsjuka, HIV/AIDS och pest är också viktigt för att förhindra eller begränsa epidemier. År 2014 arbetade runt 3000 personer för Läkare utan gränser i landet. Läkare utan gränser finns i östra delen av landet där det finns konfliktrelaterade sjukvårdsbehov. Runt 2,5 miljoner människor var år 2016 på flykt inom landet på grund av konflikten och de är särskilt utsatta. I de andra delstaterna tillhandahåller Läkare utan gränser grundläggande sjukvård och försöker att bekämpa epidemier, till exempel malriautbrott. Organisationen har skapat en egen akutpool specifikt för Kongo-Kinshasa för att snabbt kunna agera, när stora sjukvårdsbehov uppstår.

#### Uganda
Läkare utan gränser har varit aktiva i Uganda sedan 1980 och tillhandahöll nödhjälp till civilbefolkningen under gerillakriget i landet under Milton Obotes andra presidentperiod. Efter bildandet av Herrens motståndsarmé började en lång våldskampanj i norra Uganda och södra Sudan. Civilbefolkningen utsattes för massdödande, massvåldtäkter, tortyr, samt bortrövande av barn, som senare användes som sexslavar eller barnsoldater. Mer än 1,5 miljoner människor förflyttades från sina hem. Läkare utan gränser upprättade hjälpprogram i internflyktingläger för att erbjuda rent vatten, mat och hygien. Psykisk hälsa är också en viktig aspekt av sjukvården för Läkare utan gränsers medarbetare i Uganda, eftersom de flesta vägrar lämna flyktinglägren av ständig rädsla för att bli attackerade.

#### Colombia
Colombia är ett annat land där krig har drabbat civila direkt, och Läkare utan gränser upprättade sina första program där 1985. Miljontals civila har fått lämna sina hem på grund av nästan ständig krigföring mellan regeringsstyrkor, gerillagrupper som FARC och paramilitära grupper som AUC. Även våld i hemmet och kidnappningar är vanliga. Läkare utan gränser har till stor del varit aktiva i att erbjuda rådgivning för människor som plågas av våldet, samt att upprätta sjukvårdsfaciliteter för de stora grupperna flyktingar och använda mobila kliniker för att hjälpa isolerade grupper.

### Insatser under 1990-talet

#### Liberia
I början av 1990-talet öppnade Läkare utan gränser ett antal nya nationella avdelningar och upprättade samtidigt fältbeskickningar i några av de farligaste och mest skakande situationer de någonsin hade mött.
1990 gick Läkare utan gränser för första gången in i Liberia för att hjälpa civila och flyktingar som drabbats av inbördeskriget där.
Under ständiga strider under hela 1990-talet och förnyat inbördeskrig har personal från Läkare utan gränser aktivt tillhandahållit mat, grundläggande sjukvård och massvaccinationer, samt sagt sin mening om attacker mot sjukhus och matstationer, särskilt i Monrovia.

#### Haiti
Läkare utan gränser har arbetat i Haiti sedan 1991, men sedan president Jean-Bertrand Aristide tvingades från makten har det skett en stor ökning av attacker mot civila och våldtäkter utförda av väpnade grupper. Förutom att ge kirurgiskt och psykologiskt stöd i befintliga sjukhus – däribland att erbjuda den enda tillgängliga kostnadsfria kirurgimottagningen i Port-au-Prince – har fältbeskickningar upprättats för att återuppbygga vatten- och avfallshanteringssystem och behandla överlevande efter stora översvämningar som orsakades av orkanen Jeanne. Patienter med HIV/AIDS och malaria, vilka båda har stor spridning i landet, får också bättre behandling och övervakning.

#### Irak
Fältbeskickningar upprättades för att erbjuda nödhjälp åt kurdiska flyktingar som hade överlevt al-Anfal-kampanjen i Irak. Bevis för de övergrepp som begåtts under denna kampanj samlades in 1991.

#### Somalia
1991 inleddes inbördeskriget i Somalia, som åtföljdes av utbredd svält och sjukdomar. Läkare utan gränser upprättade fältbeskickningar i landet 1992. Misslyckade interventioner från FN ledde till ökat våld, och Läkare utan gränser fördömde FN:s operation 1993, men volontärerna fortsatte att erbjuda sjukvård och mat. Sedan FN hade lämnat landet har våldet i Somalia skett obehindrat, och Läkare utan gränser är en av få organisationer som hjälper drabbade civilpersoner genom att driva kliniker och sjukhus.

#### Balkan
Läkare utan gränser inledde sitt arbete i Srebrenica (i Bosnien och Hercegovina) som deltagare i en FN-konvoj 1993, ett år efter att Bosnienkriget hade börjat. Staden, som beboddes av ungefär 60 000 bosniaker, hade blivit omringad av den bosnienserbiska armén och blev en enklav under skydd av UNPROFOR. Läkare var den enda organisationen som tillhandahöll sjukvård åt den omringade civilbefolkningen, och därför fördömde de inte folkmordet av rädsla för att bli utkastade ur landet (de fördömde dock den bristande tillgängligheten för andra organisationer). Läkare utan gränser tvingades lämna området 1995, när den bosnienserbiska armén intog staden, deporterade majoriteten av invånarna och dödade omkring 8000 människor.
1999 talade organisationen också ut om bristen på humanitärt stöd i Kosovo och Tjetjenien, där den hade upprättat fältbeskickningar för att hjälpa civila som drabbats av de politiska situationerna. Fastän Läkare utan gränser hade arbetat i Kosovoområdet sedan 1993 drev Kosovokriget tiotusentals människor på flykt och levnadsförhållandena försämrades. Läkare utan gränser tillhandahöll skydd, vatten och sjukvård till civila som var drabbade av Natos strategiska bombningskampanjer. En liknande situation återfanns i Tjetjenien, vars civilbefolkning till stor del tvingades från sina hem till ohälsosamma förhållanden och utsattes för våldet i andra Tjetjenienkriget.

#### Rwanda
När folkmordet i Rwanda började i april 1994 blev några sändebud från Läkare utan gränser som arbetade i landet införlivade i Röda korsets medicinska team för att få beskydd. Båda grupperna lyckades hålla alla de större sjukhusen i Rwandas huvudstad Kigali i bruk under den huvudsakliga perioden för folkmordet. Läkare utan gränser tvingades, tillsammans med flera andra hjälporganisationer, lämna landet, fastän många volontärer från Läkare utan gränser och Röda korset arbetade tillsammans enligt Röda korsets regler, enligt vilka neutralitet var av största vikt. Dessa händelser ledde till en debatt inom organisationen om idén om att balansera humanitära hjälparbetares neutralitet mot deras roll som vittnen. Som en följd av dess uppdrag i Rwanda flyttades Läkare utan gränsers position med avseende på neutralitet närmare Röda korsets, en anmärkningsvärd utveckling i ljuset av organisationens ursprung.

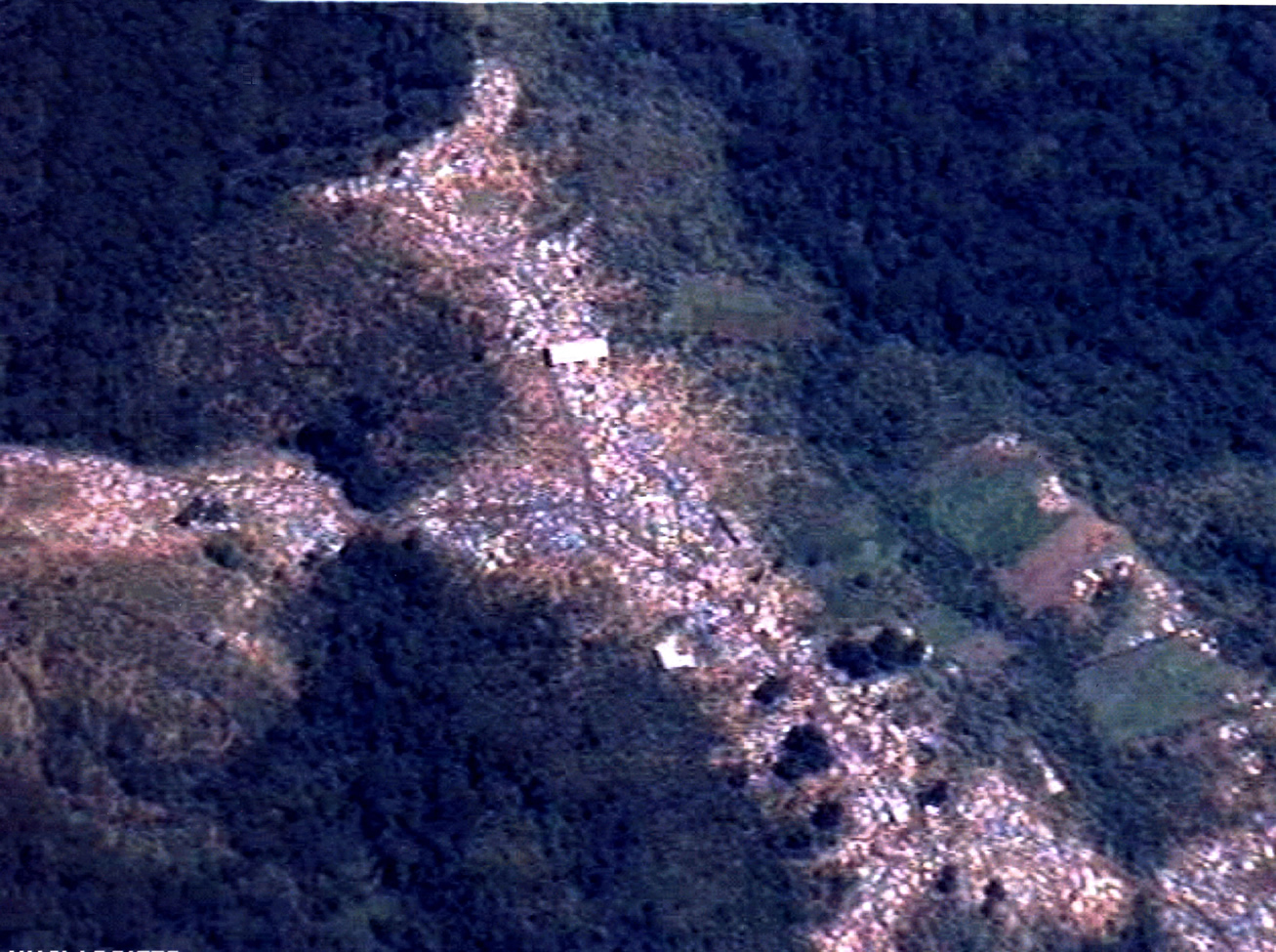
Flygfotografi av ett flyktingläger i Mihanda i Zaire 1996. Över 500 tält som ställts upp i Mitumbabergen syns på bilden.

Röda korset förlorade 56 och Läkare utan gränser förlorade nästan 100 av sin lokalt anställda personal i Rwanda. Den franska avdelningen av Läkare utan gränser, som hade valt att evakuera sina medarbetare från landet (den lokala personalen tvingades stanna kvar), fördömde morden och begärde att en fransk militär intervention skulle sätta stopp för folkmordet. Läkare utan gränser gick ut med det kontroversiella slagordet "Man kan inte stoppa ett folkmord med doktorer" i media, och den kontroversiella Opération Turquoise följde mindre än en månad senare. Denna intervention ledde direkt eller indirekt till att hundratusentals flyktingar från Rwanda flydde till Zaire och Tanzania, med påföljande koleraepidemier, svält och fler massmord i den stora gruppen civila. Franska Läkare utan gränser återvände till området och erbjöd läkarhjälp till flyktingar i Goma.
Vid tiden för folkmordet hade konkurrensen mellan de medicinska insatserna från Läkare utan gränser, Röda korset och andra hjälporganisationer nått sin högsta nivå någonsin, men förhållandena i Rwanda föranledde en drastisk förändring i humanitära organisationers tillvägagångssätt i hjälpuppdrag. Röda korset skapade en uppförandekod, Code of Conduct for the International Red Cross and Red Crescent Movement and NGO:s in Disaster Relief Programmes, 1994 för att ge en struktur för humanitära uppdrag, och Läkare utan gränser är en av undertecknarna till denna uppförandekod. Uppförandekoden förespråkar tillhandahållande av endast humanitär hjälp, och grupperna anmodas att inte tjäna något politiskt eller religiöst intresse, eller användas som redskap för utländska regeringar. Läkare utan gränser har sedan dess fortfarande funnit det nödvändigt att fördöma regeringars handlande, såsom i Tjetjenien 1999, men har inte krävt någon ny militär intervention sedan dess.

#### Sierra Leone
I slutet av 1990-talet upprättades insatser från Läkare utan gränser för att behandla tuberkulos och anemi hos invånarna i området kring Aralsjön, och se efter civila som drabbats av läkemedelsresistenta sjukdomar, svält, samt kolera och AIDS-epidemier. De vaccinerade 3 miljoner nigerianer mot meningit under en epidemi 1996 och fördömde talibanernas underlåtande att ge sjukvård till kvinnor 1997. Det antagligen mest betydelsefulla landet där Läkare utan gränser upprättade fältbeskickningar i slutet av 1990-talet var Sierra Leone, som härjades av ett inbördeskrig vid denna tid. År 1998 började hjälparbetare arbeta i sjukmottagningar i Freetown för att hjälpa till med ett ökande antal amputerade och samla statistik om civila (män, kvinnor och barn) som blev attackerade av stora grupper män som hävdade att de företrädde ECOMOG. Dessa grupper färdades mellan byar och högg systematiskt av en eller båda av varje invånares armar, våldtog kvinnor, sköt ned familjer, raserade hus och tvingade de överlevande att lämna området. Efter inbördeskrigets slut drev Läkare utan gränser långsiktiga projekt, bland annat psykologiskt stöd och hantering av fantomsmärta.

#### Kashmirkonflikten
Kashmirkonflikten i norra Indien har lett till en insats från Läkare utan gränser (den första fältinsatsen upprättades 1999) för att hjälpa civila som drivits på flykt av strider i Jammu och Kashmir samt i Manipur. Psykologiskt stöd är ett viktigt mål för insatserna, men grupperna har också startat program för att behandla tuberkulos, HIV/AIDS och malaria. Stöd för psykisk hälsa har varit av betydande vikt för Läkare utan gränser i stora delar av södra Asien sedan jordbävningen i Indiska oceanen 2004.
Organisationen har jobbat i Jemen sedan 1994, eftersom landet är ett av de fattigaste i regionen och har ett mycket svagt sjukvårdssystem. Sedan den Saudi-ledda koalitionen inledde i mars 2015 kriget mot Houthi-rebellerna som kontrollerar delar av landet har den humanitära situationen eskalerat. Organisationen drev år 2016 elva sjukhus och vårdcentraler och mellan mars 2015 och januari 2016 behandlades över 20 000 krigsoffer.

### Accesskampanjen
En kampanj för tillgång till grundläggande läkemedel startades i slutet av 1999 och gav Läkare utan gränser en ny röst för att öka tillgång till vaccin samt diagnostik och behandling av olika sjukdomar. Huvudfokus för Accesskampanjen har länge varit tillgång till hivbehandling.
Accesskampanjen har engagerat sig bland annat för att fler patienter ska få tillgång till diagnostik och läkemedel för multiresistent tuberkulos. Man har även kämpat för att utöka forskning för att hitta behandling och vaccin mot ebolaviruset som krävde även 11 000 liv i det senaste utbrottet i Västafrika.

### Grundprinciperna
Läkare utan gränsers följer en universell medicinsk etik och värnar rätten till humanitär hjälp. Läkare utan gränser bistår opartiskt människor i nöd oavsett etnicitet, religion, politisk åsikt eller annan övertygelse. Neutralitet är en grundprincip som innebär att organisationen inte väljer sida i konflikter. Organisationen utgår från individens behov och inte utifrån regeringar eller stridande parters intressen.

## Medicinska humanitära insatser

Länder där Läkare utan gränser hade uppdrag år 2015.

Innan en humanitär insats inrättas i ett land besöker ett team från Läkare utan gränser området för att avgöra nödsituationens natur, säkerhetsnivån i området och vilken sorts hjälp som behövs. Att bistå med sjukvård är det främsta målet för de flesta insatser, men vissa insatser bidrar med hjälp i områden som vattenrening och näringsförsörjning.
Läkare utan gränser driver projekt i mellan 70 och 80 länder. I vilka länder organisationen arbetar förändras hela tiden och styrs av de medicinska och humanitära behoven. En insats inleds när det snabbt uppstår sjukvårdsbehov, exempelvis på grund av naturkatastrofer, krig eller epidemier, men även i undernäringskriser. Långsiktiga projekt, som kan pågå i många år, drivs i länder och regioner där många människor saknar tillgång till sjukvård. Det kan handla om projekt med fokus på en specifik sjukdom som till exempel hiv, tuberkulos eller om att bistå med allmän sjukvård när sådan saknas. 

### Projektteam
När en kris inträffar mobiliseras först personal från Läkare Utan Gränser som redan finns i området för att ge akut hjälp. Vid behov skickas mer personal från regionen eller från utlandet. I vissa länder har organisationen inrättat särskilda akutteam. I Kongo-Kinshasa finns till exempel sex olika akutteam som snabbt kan reagera på kriser i hela landet.
Bland sjukvårdspersonalen finns läkare, sjuksköterskor och andra specialister, av vilka alla vanligen har utbildats i tropisk medicin och epidemiologi. 
I teamen ingår även flera icke-medicinska yrkeskategorier, såsom ingenjörer, administratörer, HR-specialister och kommunikatörer. 
Logistikerna är viktiga medlemmar av en projektteam. De ansvarar för att tillhandahålla allt som den medicinska beståndsdelen av insatsen behöver, från säkerhet och fordonsskötsel till mat och elförsörjning. De kan vara ingenjörer och/eller förmän, men de hjälper vanligtvis också till med att inrätta vårdinrättningar och leda lokalanställda. 
Andra icke-medicinska anställda är vatten- och sanitetsspecialister, som oftast är erfarna ingenjörer på vattenområdet, och finansiella och administrativa experter som sätts in i fältinsatser.

### Sjukvård och medicinska områden
Vaccinationskampanjer är en betydande del av den sjukvård som ges under Läkare utan gränsers insatser. Sjukdomar som difteri, mässling, meningit, stelkramp, kikhosta, gula febern, polio och kolera, vilka alla är ovanliga i höginkomstländer, kan förhindras genom vaccination. Vissa av dessa sjukdomar, som kolera och mässling, sprids fort i stora populationer som lever mycket tätt, såsom i flyktingläger, och människor måste vaccineras i tusental inom en kort tidsrymd. Exempelvis gavs ett experimentellt koleravaccin två gånger på ungefär en månad till omkring 50 000 personer i Beira i Moçambique 2004.
En viktig del av den sjukvård som erbjuds genom Läkare utan gränsers projekt är hivbehandling (med antiretrovirala läkemedel), hivtestning och information om aids. 
I många länder förstärker Läkare utan gränser de lokala sjukhusens resurser genom att förbättra hygienen, tillhandahålla utrustning och läkemedel och utbilda den lokala sjukvårdspersonalen. När den lokala personalen blir överhopad kan Läkare utan gränser öppna nya specialiserade kliniker för behandling av en endemisk sjukdom eller kirurgi för krigsoffer. Internationell personal startar dessa kliniker men Läkare utan gränser strävar efter att genom vidareutbildning och arbetsledning öka den lokala personalens förmåga att driva klinikerna själva. I vissa länder, som Nicaragua, ger Läkare utan gränser undervisning till allmänheten för öka kunskapen om reproduktiv hälsovård och könssjukdomar.
Eftersom de flesta områden där organisationen verkar har drabbats av en naturkatastrof, väpnad konflikt eller stora sjukdomsutbrott, behöver invånarna vanligen även psykologiskt stöd. Därför arbetar ofta en grupp psykologer eller psykiatrer med personer som drabbats av psykisk ohälsa. Personal i projektteamet kan också vidareutbilda lokal psykiatrisk vårdpersonal.

### Undernäring
Enligt Världshälsoorganisationen (WHO) led mer än 232 miljoner barn runt om i världen av undernäring 2023. Undernäring är en bidragande orsak vid nästan hälften av dödsfallen bland barn under fem år som inträffar varje år. Detta sker främst i låg- och medelinkomstländer.
Varje år behandlar Läkare utan gränser tusentals undernärda barn i öppna program och på kliniker. I många fall använder teamen en särskild terapeutisk näringsprodukt (så kallad ready-to-use therapeutic food, RUTF), en revolutionerande produkt som lett till ett nytt sätt att behandla undernäring.
Infektionssjukdomar och diarré, vilka båda orsakar viktminskning och försvagning av en människas kropp (särskilt hos barn), måste behandlas med medicinering och fullgod näring för att förhindra ytterligare infektioner och viktminskning. En kombination av de nämnda situationerna, som när en väpnad konflikt förs under torka och utbrott av infektionssjukdomar, kan orsaka hungersnöd.
I dessa situationer inrättar Läkare utan gränser näringskliniker med intensivvård (Therapeutic Feeding Centre – TFC) för att övervaka sjuka barn och eventuella andra undernärda personer.
Läkare utan gränser använder mat som utformats särskilt för behandling av svår undernäring. Annan specialnäring som ges till befolkningar som riskerar svält är bland annat berikat mjöl och gröt, samt proteinrika kex som är en populär typ av mat för behandling av undernäring eftersom det kan distribueras enkelt och skickas hem med enskilda personer, eller krossas och blandas med terapeutisk mjölk för särskilda behandlingar.

### Vatten och sanitet
Rent vatten är av avgörande betydelse för hygien, konsumtion och för näringsprogram (för att utblandas med terapeutiskt mjölkpulver eller gröt), liksom för att förhindra spridning av vattenburen sjukdom. Därför arbetar Läkare utan gränser även med att rena och distribuera vatten i till exempel flyktingläger. 
Hygien är en betydelsefull del av det medicinska arbetet, och kan omfatta utbildning av lokal sjukvårdspersonal i korrekta steriliseringstekniker, avloppsreningsprojekt, korrekt avfallshantering och informationsinsatser i befolkningen. Korrekt avloppsrening och vattensanering är bästa sättet att förhindra spridning av allvarliga vattenburna sjukdomar, som kolera. Enkla avloppsreningssystem kan inrättas av volontärer för att skydda dricksvatten från föroreningar. Avfallshanteringen kan omfatta gropar för vanligt avfall och förbränning för medicinskt avfall. Det viktigaste ämnet i hygienarbetet är att utbilda lokalbefolkningen, så att korrekt avfallshantering och vattenrening kan fortsätta efter att Läkare utan gränser har lämnat området.

### Medicinska data
För att korrekt rapportera om förhållandena i en humanitär nödsituation för resten av världen och regeringar, samlar man in data om ett antal faktorer under varje projekt. Andelen undernärda barn används för att bestämma graden av undernäring i befolkningen, och därefter avgöra behovet av näringskliniker. Olika sorters dödstal används för att rapportera hur allvarlig en humanitär nödsituation är. Genom att sammanställa data om sjukdomars frekvens på sjukhus kan Läkare utan gränser spåra förekomst och lokaliteter för epidemiska sjukdomar och lagra vacciner och andra läkemedel. Till exempel har "meningitbältet" (subsahariska Afrika, som har de flesta fallen av meningit i världen) kartlagts.
Förutom epidemiologiska undersökningar använder Läkare utan gränser även enkäter av befolkningar för att avgöra graden av våld i olika regioner. Storskaliga tvångsförflyttningar, orimligt stora civila dödstal och massakrer kan kvantifieras med statistiska undersökningar, och Läkare utan gränser kan använda resultaten till att utöva påtryckningar på regeringar om att erbjuda hjälp, eller till och med till att avslöja folkmord.

## Organisation
Läkare utan gränser består av fem operativa center (Bryssel, Amsterdam, Paris, Genève och Barcelona) som inleder och driver insatserna runtom i världen. Utöver det finns det 25 sektioner som ägnar sig åt rekrytering av fältarbetare, insamling och kommunikation; en av dessa sektioner är Sverige. Bakom varje sektion och varje operationellt center står en förening. Det högsta beslutsfattande organet inom organisationen är den internationella generalförsamlingen som sammanträder årligen och består av två representanter från varje förening.

## Säkerhetsrisker för personal
Förutom skador och dödsfall på grund av kulor, minor och epidemier blir Läkare utan gränsers volontärer ibland attackerade eller kidnappade av politiska orsaker. I vissa länder där det råder inbördeskrig kan humanitära hjälporganisationer uppfattas hjälpa fienden, om en hjälpinsats har inrättats enbart för offer på ena sidan av konflikten, och bli attackerade av den anledningen. Kriget mot terrorismen har orsakat attityder hos vissa grupper i Irak och Afghanistan att icke-statliga biståndsorganisationer är allierade med eller till och med arbetar för koalitionsstyrkorna. Sedan USA har kallat sina operationer för "humanitära aktioner" har oberoende biståndsorganisationer blivit tvungna att försvara sina positioner eller till och med evakuera sina medarbetare. Osäkerheten i städer i Afghanistan och Irak steg betydligt efter USA:s insatser och Läkare utan gränser har förklarat att det var för farligt att erbjuda bistånd i länderna. Organisationen tvingades evakuera sina medarbetare från Afghanistan den 28 juli 2004, efter att fem volontärer (afghanerna Fasil Ahmad och Besmillah, belgiskan Helene de Beir, norrmannen Egil Tynæs och nederländaren Willem Kwint) dödades den 2 juni i ett bakhåll av en oidentifierad grupp nära Khair Khana i provinsen Badghis.
I politiskt instabila regioner kan volontärer också bli arresterade och bortrövade och i vissa fall kan en fältbeskickning utvisas helt från ett land. Arjan Erkel, programkoordinator i Dagestan i Nordkaukasien, blev kidnappad och hölls som gisslan på en okänd plats av okända förövare från 12 augusti 2002 till 11 april 2004. Paul Foreman, chef för MSF-Holland, arresterades i Sudan i maj 2005 för att han vägrade att visa dokument som användes för att sammanställa en rapport om våldtäkter som utfördes av janjawidstyrkorna, som är allierade med regeringen, under Darfurkonflikten. Foreman anförde hänsyn till integriteten för de kvinnor som var inblandade, och Läkare utan gränser hävdade att Sudans regering hade arresterat honom för att den ogillade den dåliga publicitet som rapporten medförde.
Vid flera tillfällen har Läkare utan gränser lämnat länder, trots massiva hjälpbehov, på grund av våld mot volontärer (Dagestan 2002, Afghanistan 2004, Irak 2004, Jaffna, Sri Lanka 2006, Somalia 2006.).

## Kontroverser
Det har skett flera betydande skandaler, inklusive sexuella trakasserier, rasism, utnyttjande av lokalbefolkning, inklusive utnyttjande av patienter i deras vård, inklusive barn och personal.  En skandal involverar exploaterande bilder tagna och sålda utan medgivande från patienter. Bilderna inkluderar personer som varit med om våldtäkter som barn, personer som varit med om sexuella övergrepp och våld i hemmet, och en sörjande mamma som står över sin döda pojke.
Läkare utan gränsers finansieringsmodell har granskats efter att Blackrock donerade 500 000 dollar till dess krisfond för covid-19, vilket ledde till uttalanden om hyckleri från personal och andra humanitära organisationer.